# Charles S. Deneen

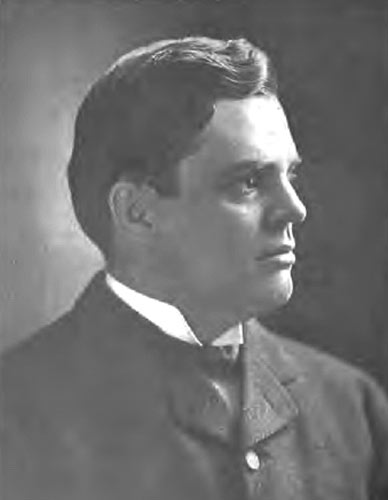
Charles Deneen

Charles Samuel Deneen  (* 4. Mai 1863 in Edwardsville, Illinois; † 5. Februar 1940 in Chicago, Illinois) war ein US-amerikanischer Politiker und von 1905 bis 1913 der 23. Gouverneur von Illinois. Außerdem war er US-Senator für Illinois.

## Frühe Jahre und politischer Aufstieg
Charles Deneen besuchte bis 1882 das McKendree College. Danach studierte er am Union College Jura und wurde 1886 als Rechtsanwalt zugelassen. Daraufhin begann er in Chicago zu praktizieren. Deneens politische Karriere begann im Jahr 1892 mit seiner Wahl in das Repräsentantenhaus von Illinois. Von 1895 bis 1896 war er Anwalt der Stadt Chicago und von 1896 bis 1904 war er Bezirksstaatsanwalt im Cook County. Im Jahr 1904 wurde Charles Deneen von seiner Republikanischen Partei zum Spitzenkandidaten für die anstehenden Gouverneurswahlen nominiert.

## Gouverneur von Illinois
Nach der erfolgreichen Wahl konnte Deneen sein neues Amt am 9. Januar 1905 antreten. Nach seiner erfolgreichen Wiederwahl im Jahr 1908 sollte er insgesamt acht Jahre amtieren. Er setzte sich für eine verbesserte Bildungspolitik ein. Auch eine besondere Abteilung im Verkehrsministerium wurde geschaffen, die so genannte Highway Commission, die sich um den Ausbau der Fernstraßen kümmerte. Das geschah mit Blick auf den aufkommenden Automobilverkehr. Auch die Gesetze gegen Kinderarbeit wurden überarbeitet. Die maximale Arbeitszeit für Frauen wurde auf zehn Stunden pro Tag festgelegt. Dieses Gesetz wurde aber vorerst noch vom Obersten Gerichtshof blockiert. Bei einem Feuer in einer Mine in dem Ort Cherry kamen 259 Menschen ums Leben. In der Folge wurden in Illinois die ersten Rettungsfeuerwehren für Bergwerke eingeführt. Die Sicherheitsmaßnahmen in den Minen wurden deutlich verbessert. Die ersten Gesetze zur Unterstützung von Hinterbliebenen von Arbeitsunfällen oder von Invaliden und Behinderten wurden in dem so genannten Workmen’s Compensation Act von 1911 erlassen. Ebenfalls im Jahr 1911 wurde der Starved Rock State Park unter die Verwaltung des Staates Illinois gestellt. Die Bevölkerungszahl von Illinois war im Jahr 1910 auf 5,6 Millionen gestiegen. Zum Vergleich: Im Jahr 1900 lag diese Zahl noch bei 4,8 Millionen.

## US-Senator und weiterer Lebensweg
Der Versuch in eine dritte Amtszeit gewählt zu werden, scheiterte im Jahr 1912. Daher musste Charles Deneen am 3. Februar 1913 aus seinem Amt ausscheiden. Danach zog er sich für die nächsten zwölf Jahre nach Chicago zurück, wo er wieder als Rechtsanwalt arbeitete. Zwischen 1925 und 1931 vertrat er seinen Staat im US-Senat in Washington. Dort war er Vorsitzender des Ausschusses zur Ausgabenkontrolle. Da er im Jahr 1930 nicht zur Wiederwahl nominiert wurde, schied er am 3. März 1931 aus dem US-Kongress aus. Danach zog er sich endgültig aus der Politik zurück. Er praktizierte wieder in Chicago, wo er 1940 verstarb. Deneen war mit Bina Day Maloney verheiratet. Gemeinsam hatten sie vier Kinder.